# إيبوميس
إيبوميس (الاسم العلمي: Epomis)، جنس حشرات خنفسية من فصيلة الخنافس الأرضية. تتميز يرقات هذه الجنس بإغراء فرائسها. عادًة ما تكون من البرمائيات مثل الضفادع المفترسة للخنافس، لكن يرقات الإيبوميس تتغذى حصرًا على البرمائيات.